# El Calvari (Torre-serona)
El Calvari és una muntanya de 202 metres que es troba al municipi de Torre-serona, a la comarca catalana del Segrià.